# Grup de l'arsènic
El grup de l'arsènic és un grup de minerals de la classe dels elements. Està format per quatre semimetalls, cristal·litzant tots quatre en el sistema trigonal. Les quatre espècies que l'integren són: l'arsènic, que és el minerals que li dona nom al grup, l'antimoni, el bismut i l'estibarseni.
| Espècie     | Fórmula |
| ----------- | ------- |
| Arsènic     | As      |
| Antimoni    | Sb      |
| Bismut      | Bi      |
| Estibarseni | AsSb    |

Segons la classificació de Nickel-Strunz, els quatre minerals que formen part del grup de l'arsènic pertanyen a "01.CA: Metal·loides i no metalls, elements del grup de l'arsènic» juntament amb els següents minerals: arsenolamprita, pararsenolamprita i paradocrasita.

## Jaciments
Tot i tractar-se d'espècies no gaire abundants han estat descrita en tots els continents del planeta a excepció de l'Antàrtida. Fins i tot es van recollir mostres a la Lluna, concretament al lloc d'alunatge del Luna 16 al Mare Fecunditatis. Aquesta missió espacial sense tripulació formava part del programa Luna soviètic, i va ser la primera sonda robotitzada soviètica que va aterrar a la Lluna i va retornar a la Terra amb mostres de sòl lunar.
Als territoris de parla catalana han estat descrites dues espècies:
- el bismut en diversos indrets: a la pedrera Sala, a Gualba (Vallès Oriental); a La Batllòria, a Sant Celoni (Vallès Oriental); a la mina Fra Joan, a Setcases (Ripollès); a la mina Eureka, al municipi de La Torre de Cabdella (Pallars Jussà); a la mina Atrevida, a Vimbodí i Poblet (Conca de Barberà); a la mina Balcoll, a Falset (Priorat); al Correc d'en Llinassos, a Oms (Rosselló); a les mines de Costabona, a la comuna de Prats de Molló i la Presta (Vallespir); a Glorianes (Conflent); i a Illa del Riberal (Rosselló).
- l'arsènic únicament a la comuna de Prats de Molló i la Presta, al Vallespir.